# Tasimia palpata
Tasimia palpata is een schietmot uit de familie Tasimiidae. De soort komt voor in het Australaziatisch gebied.